# 曹一貫
曹一貫（1505年—？），字唯夫，號魯庵，山東東昌府莘縣人，軍籍，明朝政治人物。

## 生平
嘉靖七年（1528年）戊子科山東鄉試第三十四名，嘉靖十四年（1535年），登乙未科二甲第五十一名進士。十五年授南京兵部武选司主事，十六年以九庙完工推恩，封贈父母妻子诰命。十八年春丁母憂。

## 家族
曾祖曹興，府經歷；祖父曹愷，壽官；父曹周，號前村；母趙氏（1480年-1539年），封太安人。重庆下。弟一變。